# Dénes Tamás (sportújságíró)
Dénes Tamás (Budapest, 1963. február 8. –) magyar sportújságíró, futballtörténész, rádiós személyiség. Ikertestvére Dénes András (1963–2023) sportújságíró, sportvezető.

## Életpályája
Iskoláit a budapesti Szinyei Merse Pál Gimnáziumban végezte, majd az ELTE Állam- és Jogtudományi Karán szerzett doktori címet.
1987 óta sportújságíróként dolgozik, előbb a Képes Sport munkatársa volt, majd a következő év elején a sportnapilaphoz, akkori nevén a Népsporthoz került. Végigjárva a ranglétrát rovatvezetőként, szerkesztőként, közben olvasószerkesztőként, majd 1999-től a Nemzeti Sport főszerkesztőjeként dolgozott. 2000-ben alapító főszerkesztője volt az A Színes Sport című napilapnak, a magyar sportsajtó történetében egyedüliként mondhatja el magáról, hogy két sportnapilap főszerkesztői posztját is betöltötte. 2001 óta egyebek mellett a Reggel című napilap, a SZTÁR Sport, a 6:3 Futballmagazin, majd a Vasárnap Reggel futballszakírójaként vagy sportszerkesztőjeként dolgozott, illetve dolgozik. Az InfoRádió sportszerkesztője.
1993-ban jelent meg első könyve, a Milan, amely az AC Milan csapatát mutatta be. Azóta több mint ötven futballtárgyú könyv szerzője, illetve társszerzője volt. Munkái közül kiemelkedik a brazil labdarúgás történetéről írt Nagy Brazil Futballkönyv, a Peterdi Pállal, Rochy Zoltánnal és Selmeci Józseffel közösen jegyzett Kalandozó magyar labdarúgók, valamint a Sándor Mihállyal együtt írt Futballtörténelmi lecke – nem csak fiúknak című kötet. Ugyancsak Sándor Mihállyal közösen írta a Baj-nok-csa-pat! című könyvet, amely 2012-ben megkapta a Magyar Sportújságírók Szövetsége nívódíját. Az utóbbi években a nemzetközi futballról a magyar labdarúgás történetére fókuszál, ezt jelzi két további, egyaránt Hegyi Ivánnal és Lakat T. Károllyal közösen írt könyv megjelenése (Királyok, hercegek, grófok, valamint Válogatott gyűjtemény) is. Sorozatai közül nagy népszerűségnek örvendtek a labdarúgó-világbajnokságok, illetve Európa-bajnokságok előtt Rochy Zoltánnal összeállított, 1994 és 2008 között kétévente megjelent soros „kalauzok”, valamint labdarúgókról szóló életrajzai, amelyben például Ronaldo, Zinédine Zidane és David Beckham pályafutását mutatta be. Úttörőnek számítottak Magyarországon a Milan után a Manchester Unitedről, a Real Madridról, a Bayern Münchenről és az Arsenalról írt klubtörténeti könyvei.
1992 és 2008 között minden labdarúgó-világbajnokság, illetve Európa-bajnokság idején a helyszínről tudósította olvasóit, illetve hallgatóit. Dolgozott az 1996-os atlantai olimpián, valamint tudósított az 1993-as US Cupról, az 1995-ös Copa Américáról, s a 2004-es Afrika Kupáról. Munkája során több mint ötven országban járva nézett és tudósított labdarúgó-mérkőzéseket. 1988 óta a European Football Yearbook magyarországi munkatársa. 2021 februárjától a Magyar Sportújságírók Szövetségének főtitkára lett.

## Könyvei
- Csodálatos olimpia; fel. szerk. Dénes Tamás; Nemzeti Sport, Bp., 1992
- Milan; Trio Budapest, Bp., 1993
- Brazil futballszamba; Trió Budapest, Bp., 1994
- Dénes Tamás–Imre Mátyás: Európai aranylabdások. Közel négy évtized legjobb európai labdarúgóinak pályarajza, a France Football szavazatai és statisztikái alapján, 1956–1993; Nemzeti Sport, Bp., 1994
- VB kalauz '94. A XV. Labdarúgó Világbajnokság könyve; összeáll. Dénes Tamás, Rochy Zoltán; Biográf, Bp., 1994
- Dénes Tamás–Rochy Zoltán: A 700. után. A magyar labdarúgó-válogatott története; Rochy BT, Bp., 1996
- Dénes Tamás–Rochy Zoltán: EB kalauz '96. A X. Labdarúgó Európa-Bajnokság könyve; Biográf, Bp., 1996
- Dénes Tamás–Pongrácz György: Bírókirályok avagy A síp művészei; Mécs, Bp., 1997
- Az aranylabda csillagai; Aréna 2000, Bp., 1998 (Stadion könyvtár)
- Dénes Tamás–Rochy Zoltán: VB kalauz '98. A XVI. Labdarúgó Világbajnokság könyve; Biográf, Bp., 1998
- Kalandozó magyar labdarúgók; többekkel; Aréna 2000–Rochy BT, Bp., 1999 (Stadion könyvtár)
- Dénes András–Dénes Tamás: Man United; Aréna 2000, Bp., 1999 (Stadion könyvtár)
- Zidane éve. Az aranylabda újabb csillagai; Aréna 2000, Bp., 1999 (Stadion könyvtár)
- Dénes Tamás–Rochy Zoltán: EB kalauz 2000. A XI. Labdarúgó Európa-bajnokság könyve; Biográf, Bp., 2000
- Dénes Tamás–Rochy Zoltán: A Kupagyőztesek Európa-kupája története. 1960–1999; Aréna 2000, Bp., 2000 (Stadion könyvtár)
- Real Madrid; Aréna 2000, Bp., 2000 (Stadion könyvtár)
- Rivaldo és az aranylabda csillagai; Aréna 2000, Bp., 2000 (Stadion könyvtár)
- Bayern München; Aréna 2000, Bp., 2001 (Stadion könyvtár)
- Luis Figo és az aranylabda csillagai; Aréna 2000, Bp., 2001 (Stadion könyvtár)
- Dénes Tamás–Ládonyi László–Lukács Gábor: Futball-VB, 2002; Ringier, Bp., 2002
- Dénes Tamás–Mácsik Viktor: Az igazi Ronaldo; Viktória, Bp., 2002
- Michael Owen és az aranylabda csillagai; Aréna 2000, Bp., 2002 (Stadion könyvtár)
- Nagy brazil futballkönyv; Aréna 2000, Bp., 2002
- Real Madrid; 2. bőv. kiad.; Aréna 2000, Bp., 2002
- Dénes Tamás–Rochy Zoltán: VB kalauz, 2002. A XVII. Labdarúgó Világbajnokság könyve; Poligráf, Bp., 2002
- Dénes Tamás–Mácsik Viktor: Calcio. Olasz futball; Viktória, Bp., 2003
- Dénes Tamás–Mácsik Viktor: Csatárcsillagok; Viktória, Bp., 2003
- Dénes Tamás–Sándor Mihály: Futballtörténelmi lecke – nem csak fiúknak; Viktória, Bp., 2003
- Dénes Tamás–Mácsik Viktor: Az igazi Beckham; Viktória, Bp., 2003
- Dénes Tamás–Mácsik Viktor: Az igazi Ronaldo; 2. átdolg., bőv. kiad.; Viktória, Bp., 2003
- Dénes Tamás–Rochy Zoltán: EB kalauz 2004. A XII. Labdarúgó Európa-bajnokság könyve; Poligráf, Bp., 2004
- Dénes Tamás–Mácsik Viktor: A futballvilág nagyvárosai; Viktória, Bp., 2004
- Dénes Tamás–Mácsik Viktor: A legyőzhetetlen Arsenal; Viktória, Bp., 2004
- Dénes Tamás–Mácsik Viktor: Argentin futball; Viktória, Bp., 2004
- Dénes Tamás–Mácsik Viktor: Az igazi Zidane; Viktória, Bp., 2004
- Négyszemközt az angol liga sztárjaival; szerk. Dénes Tamás, Mácsik Viktor; Viktória, Bp., 2005
- Négyszemközt az olasz liga sztárjaival; szerk. Dénes Tamás, Mácsik Viktor; Viktória, Bp., 2005
- Négyszemközt a spanyol liga sztárjaival; szerk. Dénes Tamás, Mácsik Viktor; Viktória, Bp., 2005
- Dénes Tamás–Mácsik Viktor: Háromoroszlánosok; Viktória, Bp., 2006
- Dénes Tamás–Rochy Zoltán: VB kalauz 2006. A XVIII. Labdarúgó Világbajnokság könyve; Poligráf, Dunakeszi, 2006
- A futball képes enciklopédiája. A kezdetektől napjainkig (The complete book of football); szerk. Chris Hunt, ford. és 7. fejezet magyar klubjainak cikkelyei Dénes Tamás; 2. bőv. kiad.; Saxum, Bp., 2008
- Dénes Tamás–Éber Sándor: Labdarúgó-Eb 2008; Onlineprint, Bp., 2007
- Dénes Tamás–Sándor Mihály: Baj-nok-csa-pat! A magyar labdarúgás 14 bajnok klubjának története; Campus, Bp.–Debrecen, 2011
- Dénes Tamás–Hegyi Iván–Lakat T. Károly: Királyok, hercegek, grófok. 110 év magyar futball; Magyar Labdarúgó Szövetség, Bp., 2011
- Dénes Tamás–Sándor Mihály: Markos, a Bocskai büszkesége. Imi Markos visszaemlékezéseivel; Viktória, Bp., 2012
- Dénes Tamás–Hegyi Iván–Lakat T. Károly: Válogatott gyűjtemény. Száztíz év legemlékezetesebb futballmérkőzései címeres mezben; Magyar Labdarúgó Szövetség, Bp., 2012
- Dénes Tamás–Hegyi Iván–Lakat T. Károly: Az otthon zöld füvén. Magyar bajnoki és kupameccsek könyve; Magyar Labdarúgó Szövetség, Bp., 2013
- Dénes Tamás–Sándor Mihály–B. Bába Éva: A magyar labdarúgás története 1-5.; Alexandra, Pécs, 2016
  - 1. Amatőrök és álamatőrök, 1897–1926
  - 2. Profikorszak vb-ezüsttel, 1926–1944
  - 3. Aranykor, 1945–1966
  - 4. Szocialista profizmus, 1967–1986
  - 5. A futball elhúzódó rendszerváltozása, 1986–2015
- Dénes Tamás–Hegyi Iván–Lakat T. Károly: Helyünk a kupanap alatt; Magyar Labdarúgó Szövetség, Bp., 2014
- Dénes Tamás–Lakat T. Károly: A csapat, 2016. Labdarúgó-Európa-bajnokság; Kossuth, Bp., 2016 (Polihisztor)
- Andreides Gábor–Dénes Tamás: Weisz és a többiek. Magyarok az olasz fociban, 1920–1960; Jaffa, Bp., 2018
- Dénes Tamás–Lakat T. Károly: Régi csibészek. Nagy vagányok, nagy futballisták; Kossuth, Bp., 2018
- Dénes Tamás–Szegedi Péter: Az 1938-as magyar vb-ezüst és ami mögötte van; Kanári–Akadémiai, Bp., 2018
- A magyar labdarúgó-bajnokságok története, 1-3.; Magyar Labdarúgó Szövetség, Bp., 2018
  - 1. 1901–1944
  - 2. 1945–1981
  - 3. 1981–2018
- Dénes Tamás–Sándor Mihály–B. Bába Éva: A világ labdarúgásának története, 1-5.; Campus, Bp.–Debrecen, 2018–2020
  - 1. A futball bölcsője és a háborúk pokla, 1863–1944; 2018
  - 2. Dél-Amerika és Dél-Európa uralkodása, 1945–1966; 2018
  - 3. Amikor a futball több lett, mint játék, 1966–1984; közrem. Sándorné Győr Melinda: Tribünök "árnyéka"; 2019
  - 4. A futball teljes globalizációja, 1984–2000; közrem. Sándorné Győr Melinda: Tribünök "árnyéka"; 2020
  - 5. A XXI. század futballja, 2000–2020; közrem. Sándorné Győr Melinda: Tribünök "árnyéka"; 2020
- Dénes Tamás–Dlusztus Imre: Meggypiros mezben. A magyar labdarúgó-válogatott játékosai, 1902–2019; Nemzeti Értékek, Szeged, 2019 (Nemzeti értékek könyvsorozat)
- A magyar sportújságírás története; szerk. Dénes Tamás; Magyar Sportújságírók Szövetsége, Bp., 2019
- Dénes Tamás–Lakat T. Károly: Almafák. Futballmesék apákról és fiúkról; Inverz Media, Budapest, 2021
- Dénes Tamás–Lakat T. Károly: A tüzes trón – Fradi-edzők mennybemenetele és pokoljárása; Inverz Media, Budapest, 2022
- A 184 magyar olimpiai arany története; szerk. Dénes Tamás; Index, Budapest, 2022
- Chelsea. Küldetés teljesítve; szerk. Dénes Tamás, Fűrész Attila, Privacsek András; Inverz Media, Bp., 2022
- Dénes Tamás–Lakat T. Károly: Fordított bakancslista. Mágikus, misztikus utazás. Futball-labdával a világ körül; Inverz Media, Budapest, 2023
- Csillag Péter–Dénes Tamás: Budapest futballkönyve. Elfeledett történetek a fővárosi labdarúgás múltjából; Jaffa, Budapest, 2023
- Dénes Tamás–Fűrész Attila: Benzema. Árnyékból a fényre; Inverz Media, Dunakeszi, 2023
- Dénes Tamás–Szabó Tamás: Dunai II., a profi; Alexandra, Pécs, 2024
- Dénes Tamás–Privacsek András: A leghihetetlenebb EB-történetek; Inverz Media, Dunakeszi, 2024
- A magyar futball profikorszaka. Az MLSZ Budapesti Igazgatóságának labdarúgás-történeti konferenciája; szerk. Dénes Tamás; MLSZ, Budapest, 2024
- Ötkarikán túl. Az olimpiák legkülönösebb magyar történetei; Inverz Media, Dunakeszi, 2024

## Díjai, elismerései
- 1996-ban a Sportújságírás Világnapja alkalmából elismerésben részesült.
- 2008-ban a Magyar Sportújságírók Szövetsége Feleki László-díjjal ismerte el szakmai munkásságát.
- Ezüstgerely díj (2020)[2]
- Szepesi-díj (2022)[3]